# Токамак
Токама́к (тороидальная камера с магнитными катушками) — тороидальная установка для магнитного удержания плазмы с целью достижения условий, необходимых для протекания управляемого термоядерного синтеза.
Плазма в токамаке удерживается не стенками камеры, которые не способны выдержать необходимую для термоядерных реакций температуру, а специально создаваемым комбинированным магнитным полем — тороидальным внешним и полоидальным полем тока, протекающего по плазменному шнуру. По сравнению с другими установками, использующими магнитное поле для удержания плазмы, использование электрического тока является главной особенностью токамака. Ток в плазме обеспечивает разогрев плазмы и удержание равновесия плазменного шнура в вакуумной камере. Этим токамак, в частности, отличается от стелларатора, являющегося одной из альтернативных схем удержания, в котором и тороидальное, и полоидальное поля создаются с помощью внешних магнитных катушек.
Токамак-реактор на данный момент разрабатывается в рамках международного научного проекта ITER.

## История
Предложение об использовании управляемого термоядерного синтеза для промышленных целей и конкретная схема с использованием термоизоляции высокотемпературной плазмы электрическим полем были впервые сформулированы советским физиком О. А. Лаврентьевым в работе середины 1950 года. Эта работа послужила катализатором советских исследований по проблеме управляемого термоядерного синтеза. А. Д. Сахаров и И. Е. Тамм в 1951 году предложили модифицировать схему, предложив теоретическую основу термоядерного реактора, где плазма имела бы форму тора и удерживалась магнитным полем. Одновременно эта же идея была предложена неизвестными американскими учёными, но «забыта» до 1970-х годов.
Термин «токамак» был придуман в 1957 году Игорем Николаевичем Головиным, учеником академика Курчатова. Первоначально он звучал как «токамаг» — сокращение от слов «тороидальная камера магнитная», но Н. А. Явлинский, автор первой тороидальной системы, предложил заменить «-маг» на «-мак» для благозвучия. Позже это название было заимствовано многими языками.
Первый токамак был построен в 1954 году, и долгое время токамаки существовали только в СССР. Лишь после 1968 года, когда на токамаке T-3, построенном в Институте атомной энергии им. И. В. Курчатова под руководством академика Л. А. Арцимовича, была достигнута электронная температура плазмы 1 кэВ (что соответствует 11,6 млн °C), и английские учёные из лаборатории в Кулхэме (Nicol Peacock и др.) со своей аппаратурой приехали в СССР, произвели измерения на Т-3 и подтвердили этот факт, в который поначалу отказывались верить, в мире начался настоящий бум токамаков. Начиная с 1973 года программу исследований физики плазмы на токамаках возглавил Борис Борисович Кадомцев.
В настоящее время токамак считается наиболее перспективным устройством для осуществления управляемого термоядерного синтеза.

## Устройство

### Основная проблема
Положительно заряженные ионы и отрицательно заряженные электроны в термоядерной плазме имеют очень высокие энергии и, соответственно, большие скорости. Чтобы поддерживать процесс термоядерного синтеза, частицы горячей плазмы должны удерживаться в центральной области, иначе плазма будет быстро остывать. Термоядерные устройства с магнитным удержанием используют тот факт, что заряженные частицы в магнитном поле испытывают силу Лоренца и движутся по спирали вдоль силовых линий.
Простейшая система магнитного удержания — соленоид. Плазма в соленоиде будет вращаться по спирали вокруг силовых линий, проходящих по его центру, предотвращая движение в стороны. Однако это не мешает движению к концам. Очевидное решение ― замкнуть соленоид в тор, но было продемонстрировано, что такое расположение не является единообразным: по чисто геометрическим причинам поле на внешнем крае тора меньше, чем на внутреннем. Эта асимметрия заставляет электроны и ионы дрейфовать по полю и в конечном итоге ударяться о стенки тора.
Решение состоит в том, чтобы сформировать линии так, чтобы они не просто проходили вокруг тора, а закручивались, как полосы на леденце. В таком поле любая отдельная частица окажется на внешнем краю, где она будет дрейфовать в одну сторону, скажем, вверх, а затем, следуя своей магнитной линии вокруг тора, она окажется на внутреннем краю, где она будет дрейфовать в другую сторону. Это решение не идеально, но расчёты показали, что этого достаточно, чтобы топливо оставалось в реакторе в течение полезного времени.

### Решение токамака
Двумя первыми решениями для создания конструкции с требуемым скручиванием были стелларатор, который делал это посредством механического устройства, скручивающего весь тор, и конструкция с z-пинчем, которая пропускала электрический ток через плазму, чтобы создать второе магнитное поле с той же целью. Оба решения продемонстрировали улучшенное время удержания плазмы по сравнению с простым тором, но оба также продемонстрировали множество дефектов, которые вызвали потерю плазмы из реакторов с энергией частиц выше предела устойчивости устройства.
По своей физической структуре токамак по существу идентичен концепции z-пинча. Ключевым нововведением было осознание того, что нестабильность, из-за которой пинч теряет плазму, можно контролировать. Проблема заключалась в том, насколько «извилистыми» были поля; поля, которые заставляли частицы проходить внутрь и наружу более одного раза за орбиту вокруг тора с длинной осью, были намного более стабильными, чем устройства с меньшим скручиванием. Это отношение витков к орбитам стало известно как коэффициент безопасности, обозначаемый q. Предыдущие устройства работают при q близком к 1⁄3, в то время как токамак работает при q >> 1. Это увеличивает стабильность на несколько порядков.
При более внимательном рассмотрении проблемы возникает необходимость в вертикальной (параллельной оси вращения) компоненте магнитного поля. Сила Лоренца тороидального плазменного тока в вертикальном поле обеспечивает внутреннюю силу, которая удерживает плазменный тор в равновесии.

### Другие проблемы
Токамак решает проблему стабильности плазмы в общем смысле, но плазма также подвержена ряду динамических нестабильностей. Нестабильность изгиба плазменного шнура в значительной мере подавляется компоновкой токамака, что свидетельствует о высоких коэффициентах безопасности решения токамак. Отсутствие изгибов плазменного шнура позволило токамаку работать при гораздо более высоких температурах, чем предыдущие машины, и это позволило появиться множеству новых явлений.
Одна из них, банановые орбиты, вызвана широким диапазоном энергий частиц в токамаке — большая часть топлива горячее, но определённый процент намного холоднее. Из-за сильного скручивания полей в токамаке частицы, следуя своим силовым линиям, быстро движутся к внутреннему краю, а затем к внешнему. По мере того, как они движутся внутрь, они подвергаются увеличивающимся магнитным полям из-за меньшего радиуса концентрации поля. Частицы с низкой энергией в топливе будут отражаться от этого увеличивающегося поля и начнут двигаться назад через топливо, сталкиваясь с ядрами с более высокой энергией и рассеивая их из плазмы. Этот паразитный процесс приводит к частичной потере топлива из реактора.

### Эффективность, зажигание и Q
Одна из первых целей любого устройства управляемого термоядерного синтеза — достичь безубыточности, точки, в которой энергия, выделяемая реакциями термоядерного синтеза, равна количеству энергии, используемой для поддержания реакции. Отношение выхода к входу энергии обозначается Q и безубыток соответствует Q в 1. Q более чем единица необходим для реактора, чтобы производить чистую энергию. По практическим причинам желательно, чтобы значение Q значительно превалировало.
После того, как достигается равновесная Q, плазменный шнур саморазогревается, что обычно приводит к быстро растущей Q. Это связано с тем, что часть энергии, выделяемой реакциями синтеза наиболее распространённого термоядерного топлива, смеси дейтерия и трития в соотношении 50:50, находится в форме альфа-частиц. Они могут столкнуться с ядрами топлива в плазме и дополнительно нагреть её, уменьшая необходимое количество внешнего тепла. В какой-то момент, известный как зажигание, этого внутреннего саморазогрева достаточно, чтобы поддерживать цепную реакцию без какого-либо внешнего нагрева, что соответствует бесконечной Q.
В случае токамака этот процесс саморазогрева максимизируется, если альфа-частицы остаются в топливе достаточно долго, чтобы гарантировать, что они столкнутся с топливом. Поскольку альфа-компоненты электрически заряжены, они подвергаются воздействию тех же полей, которые ограничивают топливную плазму. Время, которое они проводят в топливе, может быть увеличено до максимума, если их орбита в поле остаётся внутри плазмы. Явление наблюдается, когда электрический ток в плазме составляет около 3 МА.

### Усовершенствованные токамаки
В начале 1970-х годов, когда в Принстоне проводились исследования по использованию мощных сверхпроводящих магнитов в будущих конструкциях токамаков, изучалась их компоновка. Они заметили, что расположение основных тороидальных катушек означало, что между магнитами внутри кривизны, где они были ближе друг к другу, было значительно большее натяжение. Принимая во внимание это, исследователи отметили, что силы натяжения внутри магнитов были бы выровнены, если бы они имели форму буквы D, а не буквы O. Это решение стало известно как «принстонская D-образная катушка».
Ранее к D-образному решению прибегали, хотя и по совершенно другим причинам. Коэффициент безопасности варьируется по оси плазменного жгута; по чисто геометрическим причинам он всегда меньше на внутреннем крае плазмы, ближайшем к центру машины, потому что длинная ось там короче. Это означает, что машина со средним q=1 может быть меньше 1 в определённых областях. В 1970-х годах было предложено, что один из способов противодействовать этому и создать конструкцию с более высоким средним q — это сформировать магнитные поля так, чтобы плазма заполняла только внешнюю половину тора, имеющую форму буквы D или C, вместо нормального круглого сечения.
Одной из первых машин с D-образной плазмой была JET, разработка которой началась в 1973 году. Это решение было принято как по теоретическим, так и по практическим причинам; поскольку сила больше на внутреннем крае тора, существует большая результирующая сила, давящая внутрь на весь реактор. D-образная форма демонстрировала преимущество по уменьшению результирующей силы, а также делала поддерживаемый внутренний край более плоским, поэтому плазменный жгут было проще удерживать. Код, исследующий общую схему, заметил, что некруглая форма будет медленно смещаться по вертикали, что привело к добавлению активной системы обратной связи, чтобы удерживать её в центре. После того, как JET выбрал этот макет, Команда Doublet III General Atomics переработала эту машину в D-IIID с D-образным поперечным сечением, и она также была утверждена для японской конструкции JT-60. С тех пор эта компоновка стала в значительной степени универсальной.
Одна проблема, наблюдаемая во всех термоядерных реакторах, заключается в том, что присутствие более тяжёлых элементов вызывает потерю энергии с повышенной скоростью, охлаждая плазму. На самом раннем этапе развития термоядерной энергии было найдено решение этой проблемы — дивертор, по сути являющийся большим масс-спектрометром, который определял выброс более тяжёлых элементов из реактора. Первоначально это было частью конструкции стелларатора, в который легко интегрировались магнитные обмотки. Однако в дальнейшем создание дивертора для токамака оказалось очень сложной конструкторской проблемой.
Рост энергий плазменного шнура обострил проблему тепловой нагрузки, которую плазма оказывает на стенку камеры удержания. Материалы, которые могут справиться с этой нагрузкой существуют, но это дорогие и тяжёлые металлы. Когда такие материалы распыляются при столкновении с горячими ионами, их атомы смешиваются с топливом и быстро охлаждают его. Решение, используемое в большинстве конструкций токамаков, — это ограничитель, небольшое кольцо из лёгкого металла, которое выступало в камеру, так что плазма ударяла по нему, прежде чем ударялась о стены. Это разрушило ограничитель и заставило его атомы смешаться с топливом, но эти более лёгкие материалы вызывают меньше разрушений, чем материалы стен. Когда реакторы перешли на D-образную плазму, было быстро замечено, что поток убегающих частиц плазмы также может быть сформирован. Со временем это привело к идее использования полей для создания внутреннего дивертора, который выбрасывает более тяжёлые элементы из топлива, как правило, в нижнюю часть реактора. Там лужа жидкого металлического лития используется как своего рода ограничитель; частицы ударяются о него и быстро охлаждаются, оставаясь в литии. Этот внутренний бассейн намного легче охладить из-за его расположения, и хотя некоторые атомы лития попадают в плазму, его очень низкая масса делает его гораздо меньшей проблемой, чем даже самые лёгкие металлы, которые использовались ранее.
При отработке режимов с этой недавно сформированной плазмой, было подмечено, что определённые конфигурации полей и параметров плазмы иногда переходят в то, что сейчас известно как режим высокого удержания или H-режим, который стабильно работает при более высоких температурах и давлениях. Работа в H-режиме, который также можно увидеть в стеллараторах, в настоящее время является основной целью конструкции токамака.
Помимо этого, разность плотностей плазменного шнура вызывает внутренние электрические токи. Это явление известно как ток начальной загрузки и позволяет правильно спроектированному реактору генерировать часть внутреннего тока, необходимого для аутоскручивания силовых линий магнитного поля, без необходимости его подачи от внешнего источника. Такое решение имеет ряд преимуществ, и все современные разработки пытаются генерировать как можно большую часть своего общего тока посредством процесса начальной загрузки.
К началу 1990-х годов сочетание этих и других характеристик породило концепцию «усовершенствованного токамака». Это составляет основу современных исследований, в том числе ИТЭР.

### Срыв плазмы
Токамаки подвержены событиям, известным как «сбои», из-за которых ограничение свободы теряется за миллисекунды. Есть два основных механизма. В одном случае, «событие вертикального смещения» (VDE), вся плазма движется вертикально, пока не коснётся верхней или нижней части вакуумной камеры. С другой стороны, «серьёзное нарушение», длинноволновая, неосесимметричная магнитогидродинамическая нестабильность заставляет плазму принимать несимметричные формы, часто сдавливаемые в верхнюю и нижнюю части камеры. Когда плазма касается стенок сосуда, она подвергается быстрому охлаждению или «термической закалке». В случае сильного разрушения это обычно сопровождается кратковременным увеличением тока плазмы по мере её концентрации. Тушение в конечном итоге приводит к разрушению удерживаемой плазмы. В случае серьёзного сбоя ток снова падает, «гашение тока». Первоначального увеличения тока в VDE не наблюдается, а термическое и токовое гашение происходит одновременно. В обоих случаях тепловая и электрическая нагрузка плазмы быстро передаётся на корпус реактора, который должен выдерживать эти нагрузки. ИТЭР рассчитан на обработку 2600 таких событий за всё время своего существования.
Для современных высокоэнергетических устройств, в которых токи плазмы составляют порядка 15 мегаампер в ИТЭР, возможно, что кратковременное увеличение тока во время серьёзного сбоя превысит критический порог. Это происходит, когда ток создаёт на электроны силу, превышающую силы трения при столкновении частиц в плазме. В этом случае электроны могут быть быстро ускорены до релятивистских скоростей, создавая так называемые «убегающие электроны» в релятивистской лавине убегающих электронов и сохраняют свою энергию даже тогда, когда гашение тока происходит в основной части плазмы. Пробой может достигать 12 мегаампер тока на небольшой площади, что выходит за рамки возможностей любого механического решения изоляции вакуумной камеры. Токамаки проектируются с расчётом на минимальные повреждения при некотором конечном количестве инцидентов со срывом плазменного шнура, до полного отказа реактора.

## Плазменный нагрев
В работающем термоядерном реакторе часть генерируемой энергии будет служить для поддержания температуры плазмы по мере поступления свежего дейтерия и трития. Однако при запуске реактора, первоначально или после временного отключения, плазму необходимо нагреть до рабочей температуры более 10 кэВ (более 100 млн °C). В текущих экспериментах по магнитному синтезу на токамаках (и других) вырабатывается недостаточно энергии для поддержания температуры плазмы, и необходимо обеспечивать постоянный внешний нагрев. Китайские исследователи создали экспериментальный усовершенствованный сверхпроводящий токамак (EAST) в 2006 году, который, как полагают, поддерживает температуру плазмы 100 млн °C (Солнце в ядре имеет температуру 15 млн °C), которая требуется для инициирования синтеза между атомами водорода, согласно последнему тесту, проведённому в EAST (тест, проведённый в ноябре 2018 года).

### Высокочастотный нагрев
Высокочастотные электромагнитные волны генерируются осцилляторами (часто гиротронами или клистронами) вне тора. Если волны имеют частоту равную собственным частотам колебаний плазмы и правильную поляризацию, их энергия может передаваться заряженным частицам в плазме, которые, в свою очередь, сталкиваются с другими частицами плазмы, тем самым повышая общую температуру плазмы в объёме. Существуют различные методы, включая нагрев электронным циклотронным резонансом (ECRH) и нагревание ионным циклотронным резонансом (ICRH).

### Резистивный разогрев плазменного шнура
Поскольку плазма является электрическим проводником, её можно нагреть, пропустив через неё ток; индуцированный ток, который обеспечивает большую часть полоидального поля, также является основным источником начального нагрева.
Нагрев, вызванный индуцированным током, называется омическим (или резистивным) нагревом; это тот же вид нагрева, который происходит в электрической лампочке или в электронагревателе. Вырабатываемое тепло зависит от сопротивления плазмы и количества электрического тока, проходящего через неё. Но с повышением температуры нагретой плазмы сопротивление уменьшается, и омический нагрев становится менее эффективным. Оказывается, максимальная температура плазмы, достигаемая при омическом нагреве в токамаке, составляет 20—30 млн °C. Для получения ещё более высоких температур необходимо использовать дополнительные методы нагрева.
Ток индуцируется путём постоянного увеличения тока через электромагнитную обмотку, связанную с плазменным тором: плазму можно рассматривать как вторичную обмотку трансформатора. По сути, это импульсный процесс, поскольку существует ограничение на ток через первичную обмотку (существуют также другие ограничения для длинных импульсов). Следовательно, токамаки должны либо работать в течение коротких периодов времени, либо полагаться на другие средства обогрева и тока.

### Магнитное сжатие плазменного шнура
Газ можно нагреть резким сжатием. Точно так же температура плазмы увеличивается, если она быстро сжимается за счёт увеличения ограничивающего магнитного поля. В токамаке это сжатие достигается простым перемещением плазмы в область с более сильным магнитным полем (то есть радиально внутрь). Поскольку сжатие плазмы сближает ионы, процесс имеет дополнительное преимущество, заключающееся в облегчении достижения необходимой плотности для термоядерного реактора.
Магнитное сжатие было областью исследований на раннем этапе «англ. tokamak stampede» и было целью одной из основных разработок — ATC. С тех пор эта концепция не получила широкого распространения, хотя несколько похожая концепция является частью научной разработки General Fusion.

### Инжекция нейтрального пучка
Инжекция нейтрального пучка включает введение высокоэнергетических (быстро движущихся) атомов или молекул в омически нагретую плазму, удерживаемую магнитным полем внутри токамака.
Атомы с высокой энергией образуются в виде ионов в дуговой камере, а затем выводятся через сетку высокого напряжения. Термин «ионный источник» обычно используется для обозначения сборки, состоящей из набора излучающих электроны нитей, объёма дуговой камеры и набора вытяжных решёток. Второе устройство, аналогичное по концепции, используется для отдельного ускорения электронов до той же энергии. Более лёгкая масса электронов делает это устройство намного меньше, чем его ионный аналог. Затем два луча пересекаются, где ионы и электроны рекомбинируют в нейтральные атомы, позволяя им перемещаться через магнитные поля.
Как только нейтральный пучок попадает в токамак, происходят взаимодействия с основными ионами плазмы. Это имеет два эффекта. Во-первых, введённые атомы повторно ионизируются и становятся заряженными, тем самым оказываясь в ловушке внутри реактора и увеличивая массу топлива. Во-вторых, процесс ионизации происходит в результате ударов остальной части топлива, которые накапливают энергию в этом топливе, нагревая его.
Этот вид нагрева не имеет внутренних ограничений по энергии (температуре), в отличие от омического метода, но его скорость ограничена током инжектора. Ускоряющее напряжение источников ионов обычно составляет порядка 50—100 кВ, и для ИТЭР разрабатываются высоковольтные источники отрицательных ионов (−1 МВ). Стенд ИТЭР для испытаний нейтральным пучком в Падуе станет первым объектом ИТЭР, который начнёт работу.
Хотя инжекция нейтрального пучка используется в основном для нагрева плазмы, её также можно использовать в качестве диагностического инструмента и для управления с обратной связью, создавая импульсный пучок, состоящий из последовательности коротких импульсов пучка длительностью 2—10 мс. Дейтерий является основным изотопом для систем нагрева нейтральными пучками, а водород и гелий иногда используются для отдельных экспериментов.

## Токамаки и их характеристики
Всего в мире было построено около 300 токамаков. Ниже перечислены наиболее крупные из них.

### СССР и Россия
- Т-3 — первый функциональный аппарат.[источник не указан 1946 дней]. В 1968 году этот термоядерный реактор смог разогреть плазму до 11,6 млн °C.
- Т-4 — увеличенный вариант Т-3.[источник не указан 1946 дней]
- Т-7 — уникальная установка, в которой впервые в мире в 1979 году реализована относительно крупная магнитная система со сверхпроводящим соленоидом с проводниками из сплава (интерметаллида) ниобий-олово, охлаждаемого жидким гелием. Главная задача Т-7 была выполнена: подготовлена перспектива для следующего поколения сверхпроводящих соленоидов термоядерной энергетики.
- Т-10 и PLT[англ.] — следующий шаг в мировых термоядерных исследованиях, они почти одинакового размера, равной мощности, с одинаковым фактором удержания. Полученные результаты идентичны: на обоих реакторах достигнута температура термоядерного синтеза, а отставание по критерию Лоусона — в 200 раз.
- Т-15 — реактор со сверхпроводящим соленоидом, дающим поле индукцией 3,6 Тл. Запущен в 1988 году, в 1995 году эксперименты приостановлены, с 2012 года велись работы по модернизации, запущен 18 мая 2021 года в модификации Т-15 МД.
- Т-11М — находится в ТРИНИТИ (Троицк, Москва); параметры установки: ток в плазме 0,1 МА, температура плазмы 400 эВ
- Глобус-М — первый в России сферический токамак, созданный в ФТИ им. А. Ф. Иоффе в 1999 году. В 2018 году запущена его модернизированная версия Глобус-М2[23].

### Казахстан
- Казахстанский Токамак материаловедческий (КТМ) — экспериментальная термоядерная установка для исследований и испытаний материалов в режимах энергетических нагрузок, близких к ITER и будущих энергетических термоядерных реакторов. Место расположения — Курчатов.

### Китай
- EAST — расположен в городе Хэфэй, провинция Аньхой.
- В 1994 запущен экспериментальный термоядерный реактор HT-7.
- реактор EAST первым достиг отметки разогрева плазмы в 100 млн °C.
- в 2021 году токамак EAST достиг температуры плазмы 120 миллионов °C и удерживал этот показатель в течение 101 секунды[24]
- в декабре 2020 года в Ченду был запущен[25] термоядерный реактор-токамак HL-2M находившийся в стадии строительства с 2017 года. На нем планируется проверять принципы, которые будут положены в основу коммерческого термоядерного реактора DEMO[26].

### Европа
- TM1-MH (с 1977 года — Castor, с 2007 года — Golem). С начала 1960-х до 1976 года действовал в институте Курчатова, затем был передан институту физики плазмы академии наук Чехословакии.
- JET (Joint European Torus) — созданный организацией Евратом в Великобритании. В нём использован комбинированный нагрев: 20 МВт — нейтральная инжекция, 32 МВт — ионно-циклотронный резонанс. Критерий Лоусона в 4−5 раз ниже уровня зажигания.
- Tore Supra — токамак со сверхпроводящими катушками. Находится в исследовательском центре Кадараш (Франция).
- ASDEX Upgrade Tokamak в Институте физики плазмы (IPP) Общества Макса Планка в исследовательском центре Гархинг, Германия.
- FTU (Frascati Tokamak Upgrade) — металлический среднеразмерный токамак с сильным магнитным полем. Находится в исследовательском центре Фрасскати в Италии. Принадлежит Европейскому агентству по ядерной энергии (ENEA). Параметры установки следующие: BT < 8T, R = 0,935 м, a = 0,3 м, Ip < 1,5 MA.

### Франция
- В 1988 году в центре ядерных исследований в Кадараше в Провансе запущен токамак WEST[англ.] (ранее назывался Tore Supra). Tore Supra работала с 1988 по 2010 год.
- На 2021 год рекорд самой длинной реакции по времени составляет 6,5 минут, который установлен на реакторе WEST в 2003.

### США
- TFTR (Test Fusion Tokamak Reactor) — самый большой токамак в США (Принстонский университет) с дополнительным нагревом быстрыми нейтральными частицами. Критерий Лоусона в 5,5 раза ниже порога зажигания. Закрыт в 1997 году.
- NSTX (National Spherical Torus Experiment) — сферомак (сферический токамак), работающий в настоящее время в Принстонском университете. Первая плазма в реакторе получена в 1999 году, через два года после закрытия TFTR. NSTX-U построен на основе NSTX, модернизация обошлась в 94 млн $. В настоящее время установка является самым мощным в мире сферическим токамаком с магнитной индукцией 1 тесла и тепловой мощностью 10—12 мегаватт[27].
- Alcator C-Mod — характеризуется самым высоким магнитным полем и давлением плазмы в мире. Работает с 1993 года.
- DIII-D — создан и работает в компании General Atomic в Сан-Диего.

### Япония
- JT-60 — работает в Институте ядерных исследований с 1985 года.